# Neosabellides oceanica
Neosabellides oceanica är en ringmaskart som först beskrevs av Fauvel 1909.  Neosabellides oceanica ingår i släktet Neosabellides och familjen Ampharetidae. Inga underarter finns listade i Catalogue of Life.